# Мантейфель Єжи
Єжи Мантейфель (насправді Єжи Рішард Юліуш Мантейфель-Сєге нар. 3 березня 1900 Таунагі Російська імперія — 11 січня 1954 Варшава ПНР) — польський історик, філолог, папіролог.

## Біографія
Народився в сім'ї з давнього лівонського роду Мантойффелі. Батько Генрік Юзеф Ігнацій (1867—1918) і Марії Зелінської (гербу Цьолек). В 1918—1920 роках служив у Війську Польському. Після закінчення війни вступив на навчання до Варшавського угіверситету. В 1925 році захистив докторську дисертація, отримав степендію завдяки якій навчався в Берліні та Парижі. Отримав степендію французького уряду і навчався в Оксфорді та Британському музеї. В 1930—1936 рр. викладав у Варшаві. Доцент класичної філології в Люблінському університеті. В 1937 році отримав призначення у Львівський університет де став доцентом. Після окупації Львова Радянським союзом продовжив викладати. В 1941 році після окупації Німеччиною, не викладав, утримував невеликий бізнес. В 1944 році після анексії Галичини Радянським Союзом рік викладав в Львівському університеті, в 1945 році внаслідок депортації польського населення з галицьких воєводств опинився у Вроцлаві. Отримав посаду у Варшавському університеті. З 1946-го професор Варшавського вишу. В 1951 році важко захворів, розвинулась хвороба серця, якою професор хворів з підліткових років. Ця недуга завадила подальшій науковій роботі.
Помер 11 січня 1954 року у Варшаві. Похований на Повонзькому кладовищі (частина 67-3-28).